# Trollhättan Vandtårn
Trollhättan Vandtårn er et tidligere vandtårn i det centrale Trollhättan ved Drottningtorget og Högskolan Väst. Tårnet blev opført i 1909, samme år som Olidans kraftverk. Arkitekt Erik Josephson tegnede vandtårnet. I perioden 1984 til 1990 havde Trollhättans Närradioförening sine lokaler i tårnet. I 1992 blev det ombygget til lejligheder. Totalt indeholder tårnet ni lejligheder som er enten i etager eller i et plan. 